# SkyUp Futsal Kijów
SkyUp Futsal Kijów (ukr. Футбольний клуб «SkyUp Futsal» Київ) – ukraiński klub futsalu z siedzibą w stolicy kraju, mieście Kijów, grający od sezonu 2023/24 w futsalowej Ekstra-Lidze Ukrainy.

## Historia
Chronologia nazw:
- 2020: SkyUp Futsal Kijów (ukr. «SkyUp Futsal» Київ)

Klub futsalowy SkyUp Futsal został założony w Kijowie w 2020 roku, chociaż oficjalna rejestracja zanotowana 7 października 2021 roku. Głównym sponsorem drużyny są Ukraińskie Linie Lotnicze "Sky Up Airlines". Początkowo zespół występował w lokalnych rozgrywkach miasta Kijowa. Następnie zgłosił się do rozgrywek w Ekstra-lidze. W swoim pierwszym sezonie 2023/24 w rundzie zasadniczej drużyna zajęła szóste miejsce, a w fazie play-off dotarła do półfinału. Ponadto w Pucharze Ukrainy dotarła do ćwierćfinału, w którym przegrała w dwumeczu z HITem.

## Barwy klubowe, strój i herb
|  |  |

Klub ma barwy pomarańczowo-białe. Zawodnicy domowe spotkania zazwyczaj grają w pomarańczowych koszulkach, białych spodenkach oraz pomarańczowych getrach.

## Sukcesy

### Trofea międzynarodowe
Klub jeszcze nigdy nie zakwalifikował się do rozgrywek europejskich (stan na 31-05-2024).

### Trofea krajowe
| \| \| Zdobyte trofea w rozgrywkach Ukrainy (stan na: 31-05-2024) \| |                                                            |      |          |
| Rozgrywki                                                           | Osiągnięcie                                                | Razy | Sezon(y) |
| · Mistrzostwo                                                       | I miejsce                                                  | 0    |          |
| · Mistrzostwo                                                       | II miejsce                                                 | 0    |          |
| · Mistrzostwo                                                       | III miejsce                                                | 0    |          |
| · Mistrzostwo                                                       | półfinalista                                               | 1    | 2023/24  |
| Puchar                                                              | zdobywca                                                   | 0    |          |
| Puchar                                                              | finalista                                                  | 0    |          |
| Puchar                                                              | ćwierćfinalista                                            | 1    | 2023/24  |
| II liga                                                             | I miejsce                                                  | 0    |          |
| II liga                                                             | II miejsce                                                 | 0    |          |
| II liga                                                             | III miejsce                                                | 0    |          |
| Ukraina                                                             | Zdobyte trofea w rozgrywkach Ukrainy (stan na: 31-05-2024) |      |          |

- Wyższa Liga Mistrzostw Kijowa:
  - 3.miejsce (1): 2022/23
- Puchar Kijowa:
  - zwycięzca (1): 2023
- Pierwsza Elitarna Liga Mistrzostw Kijowa:
  - mistrz (1): 2020/21.

## Poszczególne sezony

### Rozgrywki międzynarodowe

#### Europejskie puchary
Nie uczestniczył w rozgrywkach europejskich.

### Rozgrywki krajowe
| \| \| Bilans występów klubu w rozgrywkach futsalowych Ukrainy (Stan na 31 maja 2024 r.) \| |                                                                                   |        |       |   |   |   |    |    |     |            |        |        |       |
| Poziom                                                                                     | Rozgrywki                                                                         | Sezony | Mecze | Z | R | P | B+ | B– | Pkt | Lata       | Awanse | Spadki | Naj.  |
| I                                                                                          | Wyszcza liha / Ekstra-liha                                                        | 1      |       |   |   |   |    |    |     | od 2023/24 | 0      | 0      | 1/2 f |
| II                                                                                         | Persza liha                                                                       | 0      |       |   |   |   |    |    |     |            | 0      | 0      |       |
| III                                                                                        | Druha liha                                                                        | 0      |       |   |   |   |    |    |     |            | 0      | 0      |       |
|                                                                                            | Puchar Ukrainy                                                                    | 1      |       |   |   |   |    |    |     | od 2023/24 | 0      | 0      | 1/4 f |
| Ukraina                                                                                    | Bilans występów klubu w rozgrywkach futsalowych Ukrainy (Stan na 31 maja 2024 r.) |        |       |   |   |   |    |    |     |            |        |        |       |

## Futsaliści, trenerzy, prezydenci i właściciele klubu

### Trenerzy
- od 2021:  Taras Szpyczka

## Struktura klubu

### Stadion
Drużyna rozgrywa swoje mecze domowe w Kijowie w Hali GYMMAXX.  

## Kibice i rywalizacja z innymi klubami

### Derby
- HIT Kijów
- Aurora Kijów